# なるほど!
なるほど!は、月曜 - 金曜の早朝4時45分 - 5時15分（JST）に毎日放送で放送されている情報番組。
2004年5月21日開始、2006年3月31日毎週金曜日、2008年9月26日までは早朝5時 - 5時30分まで放送されていた。

## 番組概要
内容は、生活・健康情報からテレビショッピングまでにわたる朝の情報番組である。月～木曜日までがスタジオで、金曜日はロケーションという形になる。
2008年9月29日からTBS制作の報道情報番組『早ズバッ!ナマたまご』（月～金5:15～5:30）をMBSでもネットするため同日から放送時間が4:45～5:15に繰り上がった。
なお一時期、5:00開始バージョンの再放送を4:45から行っていた。この場合、司会者が番組冒頭に「5:00になりました。」と発言する部分が実態と矛盾するため、注意テロップが表示されていた。
2010年3月29日からは､｢なるほど!市場(バザール)｣にタイトルを変更｡開始時刻も15分繰り上がり､4:30からの放送となった｡

## 主なコーナー

### 日替わり特集
生活や健康に詳しい専門家を教えて紹介するコーナー。月曜から木曜までがスタジオで、金曜がロケーションという形になる。

### 青木和雄の大人の特選品
テレビショッピングというコーナーで、三菱商事とデジタルダイレクトが販売協力されている。

#### 主な商品

##### 生活用品
- かんたん毛玉取りブラシ／最高級カシミヤブラシ（発売・製造元：アートブラシ社）
- カラフルなモップ
- 太田さん家の手づくり洗剤（発売・製造元：京都はんなり本舗）
- 美ウォッシュII
- ロボクリーナー

##### 健康用品
- ウォークフリー
- ターボセルシリーズ（発売元：サニーウィッシュ）
  - ターボセル ダイナミック ウエスト
  - ターボセル バミューダ
  - ターボセル チクリスタ
  - ターボセル パンタコラン
  - ターボセル ボディパンタコラン
- ディプスリー（発売・製造元：ハンディーネットワークインターナショナル）
- NEWすこぶるウォーカー
- スッキリクン（発売・製造元：アポロ医療器）
- サラダ青汁 一菜合菜
- モミダッシュPRO（発売・製造元：ツインバード工業）
- 3D音波歯ブラシ デンティオールプロ
- 指圧代用器 ルンル

##### エクササイズ用品
- 芦屋美整体グッズ
  - 美整体骨盤ステッパー
  - 美整体骨盤ベルト
  - 美整体骨盤ドーナツ
- ジョイエット

##### 美容用品
- クイック・ビューティー（QB）シリーズ
  - QB薬用消臭AFクリーム足・ワキ用
  - QBベビーフット
- スリムリフトシリーズ
  - スリムリフトシルエット
  - スリムリフトスプリーム
- スーパーセームシリーズ
  - スーパーセーム モイスチャーマスク
  - スーパーセーム モイスチャーミトン
  - スーパーセーム モイスチャーマスク&ミトン セット
- スーパーミリオンヘアー（発売元：ルアン）

##### ファッションアイテム用品
- クロコダイルウォレット
  - クロコダイル 二つ折りウォレット
  - クロコダイル ミニウォレット

##### 雑貨・ホビー用品
通販CD
- 歌王 演歌名曲120（企画・制作・発売元：BMG JAPAN）
- あの時代にかえりたい（企画・制作・発売元：EMIミュージック・ジャパン）
- FUN Greatest Hits of 90's（企画・制作・発売元：BMG JAPAN）

ラジコン
- マイクロマスターHG
- 74式戦車

### もったいない!～シニア世代のキッチン知恵袋～（金曜のみ）
青木と中村新シェフが、おかずが残った食材に対し、いろいろなアイデア料理をするコーナーである。

## 出演者
- 青木和雄（元MBSアナウンサー）
- 柏木宏之（MBSアナウンサー）
- 関岡香（MBSアナウンサー）
- 松井愛（MBSアナウンサー）

## なるほど博士
- 邵輝[しょうき]（医学博士）女性と健康社：専属講師

## 関連番組
- はっぴーまる得マーケット
- 板東英二の欲バリ市場
- ワールドコレクションゴールド